# テクノプロ・コンストラクション
株式会社テクノプロ・コンストラクション（英称:TechnoPro Construction, Inc.）は、日本の人材派遣会社。本社は東京都港区六本木6-10-1 六本木ヒルズ森タワー35F。前社名は、株式会社クリスタルナイスコーポレーション、株式会社サンヨーナイスコーポレーション。

## 概要
かつて株式会社クリスタル（現在の株式会社テクノプロ・ホールディングス）の完全子会社株式会社ナイスコーポレーションとして設立され、後に株式会社クリスタルナイスコーポレーションに商号変更。

## 沿革
- 2004年5月1日 - 大阪の建設コンサルティング会社である株式会社サンヨーと合併。社名を「株式会社サンヨーナイスコーポレーション」に変更。
- 2007年5月1日 - 他のプレミア系企業とともに本社を東京都港区赤坂のミッドタウン・タワー28階に移動。
- 2009年5月1日 - 株式会社日構シーエスエスと合併。社名を「株式会社エヌアンドシー」に変更。
- 2010年2月1日 - 本社を東京都港区六本木の六本木ヒルズ森タワー35Fに移動。
- 2012年4月27日 - 親会社がテクノプロ・ホールディングスに変更。
- 2016年7月1日 - 商号を「株式会社テクノプロ・コンストラクション」に変更。